# Гунеш (группа)
«Гуне́ш» (туркм. Güneş — «Со́лнце») — советский и туркменский вокально-инструментальный ансамбль, джаз-фолк-рок группа, существовавшая с 1970 по 1999 годы. Возникла в результате синтеза джазовой и рок-музыки конца 60-х — начала 70-х годов XX века, ориентированного на самобытные музыкальные основы туркменского фольклора. Ансамблю было присуждено звание «Заслуженный художественный коллектив Туркменской ССР» (17 августа 1982 года).
Стиль «Гунеш» — так называемое «четвёртое течение», соединившее этнические культуры с джазом и роком с сохранением ладовой системы (пентатоника, гармонический минор) и ритмической основы. При этом джаз и рок привносят в музыкальный материал элементы современной исполнительской техники и выразительных средств.

## Зарождение и становление группы. Основатели и первый состав (1970—1976)
В конце декабря 1969 года известный в Туркменской ССР вокалист (впоследствии Народный артист Туркменской ССР, депутат Верховного Совета Туркменской ССР двух созывов) Мурад Садыков добился утверждения штата музыкантов для организации и создания вокально-инструментального ансамбля (ВИА) при телевидении и радиовещании ТССР. Он предложил известному в Туркмении джазовому музыканту Олегу Королёву создать и возглавить коллектив музыкантов.

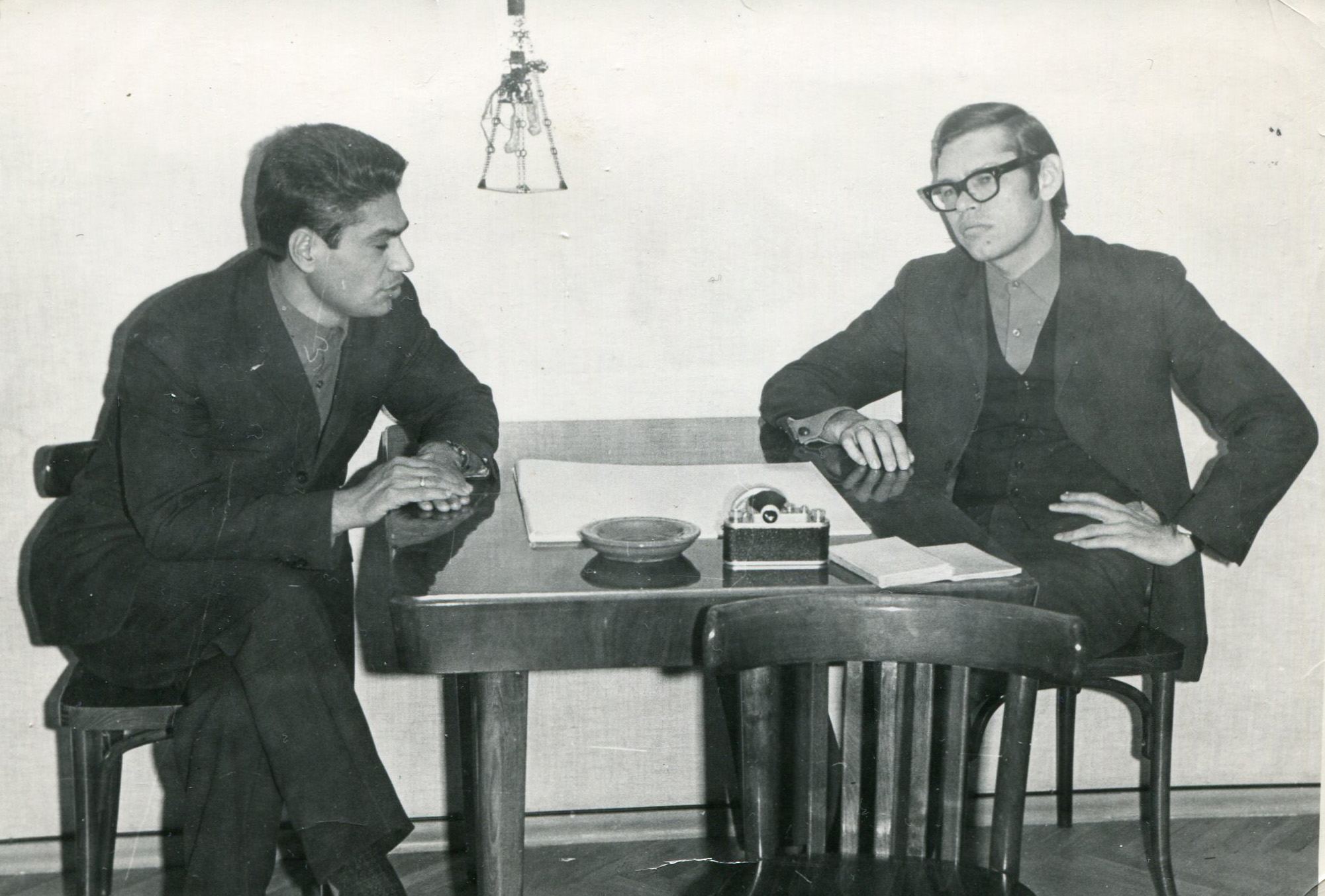
Олег Королёв (справа) и Мурад Садыков, 1970 год.

В начале 1970 года Мурад Садыков дал название группе — «Гуне́ш», что в переводе с туркменского языка означает «Солнце». Первым солистом был сам Садыков. В коллектив входили также второй солист Э. Аннаев и вокальное трио в составе: В. Мамедов (тенор), Хамид Мамедов (баритон), И. Агаханов (бас). Коллектив по составу представлял собой типичный по тем временам ВИА, ориентированный на исполнение туркменских народных песен и песен профессиональных туркменских и советских композиторов-академистов, членов Союза композиторов СССР.
К концу 1970-х годов стиль и манера исполнения группы стали более или менее определяться. Это развёрнутые вокально-инструментальные композиции блочного, сюитного типа с вкраплениями сольных импровизационных квадратов. Ладо-ритмическая основа композиций ориентировалась на Восток. Первыми экспериментальными произведениями такого типа были композиции — «Кушт-депты», «Кечпелек» и «Ритмы Кавказа».

## Заслуги и международное признание (1977—1980)
После ухода из коллектива в 1976 году Олега Королёва по семейным обстоятельствам, музыкальное руководство группы формально возглавил певец вокального квартета — Шамамед Бяшимов. На репетиции он иногда приносил известные популярные туркменские народные мелодии и музыканты сами, коллективно, их аранжировали. Так, из необходимости, появился и развился в группе коллективный композиционный метод сочинения. В группу, после ухода Олега Королёва, были приняты два высокопрофессиональных джазовых музыканта — А. Стасюкевич (труба) и Станислав Морозов (тенор-саксофон). С их приходом духовая группа «Гунеша» увеличилась до квартета. Таким образом, состав группы «Гунеш» к 1977 году изменился и состоял из следующих музыкантов: Василий Потупа (вокал), Шамамед Бяшимов (вокал, клавишные), А. Королёв (бас-гитара), И. Гордеев (перкуссия, вибрафон), Михаил Логунцов (электрогитара), Станислав Морозов (саксофон), А. Стасюкевич (труба), Р. Галимов (саксофон-альт, тенор), Ю. Алиев (тромбон) и Р. Шафиев (ударные). С приходом в группу высококлассного джазового музыканта, саксофониста, скрипача, аранжировщика Станислава Морозова группа ещё более подняла инструментально-исполнительскую планку.

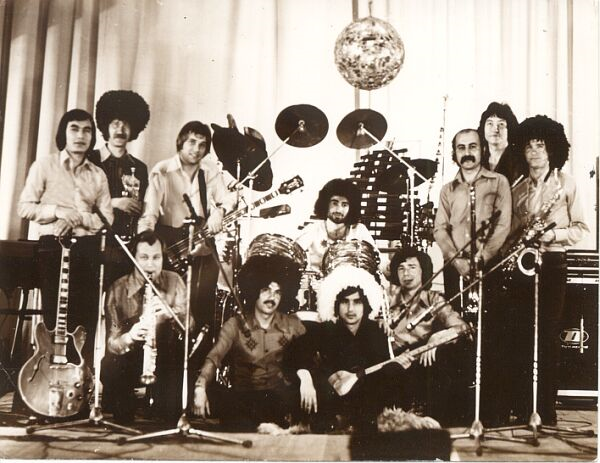
ВИА «Гунеш», 1977 год.

Поистине неоценим вклад Стаса Морозова в создании многих инструментальных композиций и аранжировок песен. Его блестящее инструментальное сочинение «Восточный сувенир» (в размере 11/8) вошло в «золотой фонд» репертуара группы, где он виртуозно импровизировал, исполняя своё большое джазовое соло на тенор-саксофоне. Не каждый джазовый музыкант может импровизировать свободно в таком сложном размере, так как, в основном, джазмены адаптированы во времени чётных размеров (2/4, 3/4, 4/4). Оттачивание исполнительского мастерства и стилевого звучания группы послужило основой её творческих удач и признания публики.
Музыканты «Гунеша» стали лауреатами международных фестивалей-конкурсов «Зелёна-Гура» (Польша, 1978 г.), «Золотой Орфей» (Болгария, 1979 г.), Всесоюзного конкурса «С песней по жизни» и рок-фестиваля «Весенние ритмы. Тбилиси-80».
В 1980 году Всесоюзная студия грамзаписи «Мелодия» записала и выпустила диск «Гунеш» (звукорежиссёр — Рафик Рагимов). В записи принимали участие музыканты: Шамамед Бяшимов (клавишные, дутар), Михаил Логунцов (гитара), Ришад Шафиев (ударные инструменты), Владимир Белоусов (бас-гитара), Александр Стасюкевич (труба), Шамиль Курманов (труба), Станислав Морозов (саксофон, флейта), Юсиф Алиев (тромбон). Список вокалистов исполняющих композиции указанный на обложке пластинки неточен, он должен быть таким:
- "Джиги–джиги" - Юсиф Алиев, Шамамед Бяшимов, Хамид Мамедов (не указан на пластинке), Хаджиреза Эзизов;
- "Туни дерья" и "Кечпелек" - Хаджиреза Эзизов;
- "Акджа кепдери" и "Ялан" - Мурад Садыков;
- "Арманым галды" - вокал во вступлении Шамамед Бяшимов, основной вокал Ильяс Реджепов;
- "Коне гузер" - Бердымурад Бердыев (не указан на пластинке).

## Легендарный состав. Альбом «Вижу землю». Африканские гастроли (1981—1985)
В 1981 году Олег Королёв вновь становится музыкальным руководителем группы. За это время музыканты профессионально выросли. Группа приобрела широкую известность в СССР. С приходом Олега Королёва состав оркестра пополнился ещё четырьмя молодыми талантливыми музыкантами: С. Артыковым (клавишные), И. Реджеповым (электрогитара, вокал), Вахидом «Сабир» Ризаевым (саксофон-альт, кларнет) и Степаном Степаньянцем (клавишные).

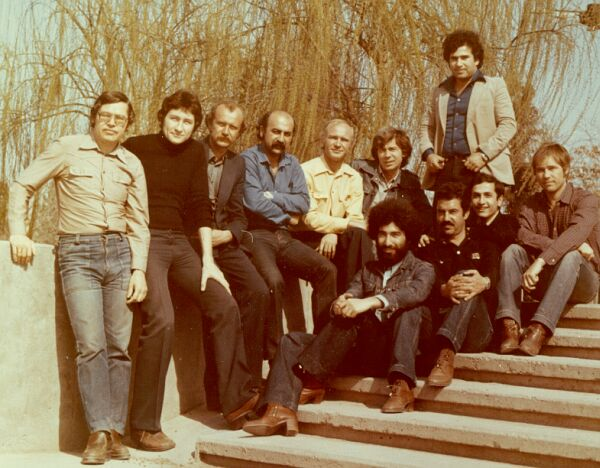
Звёздный состав ВИА «Гунеш», 1984 год.

Уже в сентябре 1981 года группа участвовала во Всесоюзном фестивале популярной музыки «Ереван-81». В том же году «Гунеш» даёт три концерта в Ленинграде, посвящённые 300-летию воссоединения Туркмении с Россией, и участвует в программе новогоднего «Голубого огонька» в Москве.
В августе 1982 года вокально-инструментальному ансамблю «Гунеш» присуждается звание «Заслуженный художественный коллектив Туркменской ССР», а Мураду Садыкову — звание «Народный артист Туркменской ССР». Объявление об этом было опубликовано в газете «Туркменская искра». В том же 1982 году Олег Королёв налаживает отношения с художественным руководством Госконцерта СССР в лице Б. Суханова и в апреле 1983 года «Гунеш» отправляют в заграничную гастрольную поездку по африканским странам: Острова Зелёного мыса, Гвинея-Бисау, Сенегал, Сьерра-Леоне.
В 1983 году на Всесоюзной фирме грампластинок «Мелодия» в Москве, произведена запись на пластинку новой музыкальной программы ансамбля. Грампластинка под общим названием «Вижу землю» выходит в 1984 году. В него вошли новые вокально-инструментальные композиции, сочинённые и аранжированные музыкантами группы:

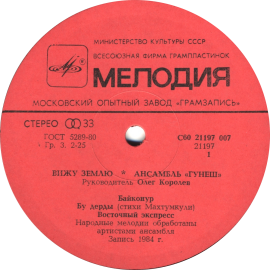
ВИА «Гунеш». Грампластинка «Вижу землю», 1984 год.

1. «Байконур». Инструментальная композиция памяти Юрия Гагарина и Сергея Королёва. Главная тема мелодии сочинена Станиславом Морозовым.
2. «Бу Дерды». Вокально-инструментальная композиция на темы народных туркменских мелодий. Стихи Махтумкули.
3. «Восточный экспресс». Главная тема композиции сочинена Сабиром Ризаевым.
4. «Ритмы Кавказа». Композиция на темы народных кавказских мелодий.
5. «Ветер с берегов Ганга». Композиция в подражание индийской музыке.
6. «Вьетнамские фрески». Коллективное сочинение. В композиции использована, в виде цитаты, вьетнамская народная мелодия.

Диск «Вижу землю» (1984) произвёл на музыкантов Советского Союза большое впечатление своей новизной, неподражаемой оригинальностью и высоким профессиональным исполнением. Звукорежиссёру фирмы «Мелодия» Р. Рагимову присудили 1-ю премию за лучшую звукозапись года, премировав его туристической путёвкой в ЧССР. Диск был выпущен четырьмя отделениями фирмы «Мелодия» (Московским, Ташкентским, Тбилисским, Рижским отделениями). Все тиражи дисков очень быстро раскупались.
В 1985 году группа «Гунеш» участвовала в концертных программах VII Съезда Союза композиторов СССР в Москве. Для участия группы в концертах Съезда председатель Союза композиторов СССР Т. Н. Хренников дал телеграмму в Министерство культуры Туркменской ССР. Специально для этого форума коллективом были сделаны несколько инструментальных аранжировок, с использованием произведений туркменских композиторов (Н. Халмамедова, Ч. Нурымова и др.). Участие в Съезде композиторов СССР было привилегией немногих. Этого удостоились только шесть известных в СССР музыкальных коллективов: «Гунеш» под управлением Олега Королёва, «Арсенал» под управлением Алексея Козлова, «Аллегро» под управлением Николая Левиновского; ансамбль «Мелодия» под управлением Георгия Гараняна, «Метроном» и Азиза Мустафа-Заде (дочь известного джазового пианиста Вагифа Мустафа-Заде, который прославился в СССР как создатель собственного джазового стиля с использованием азербайджанских народных ладов — мугам. Она играла произведения своего отца). Концерт проходил в Московском театре эстрады. Это был знаменательный и исторический концерт уже легендарной группы «Гунеш». На концерте присутствовали композиторы и музыканты из всех республик СССР.
В июле 1985 года группа «Гунеш» участвовала во Всемирном фестивале в Мозамбике в сокращённом составе — только ритм-группа и саксофонист. Трения коллектива с чиновниками Министерства культуры ТССР привели к распаду группы.

## Закат группы (1986—1988)

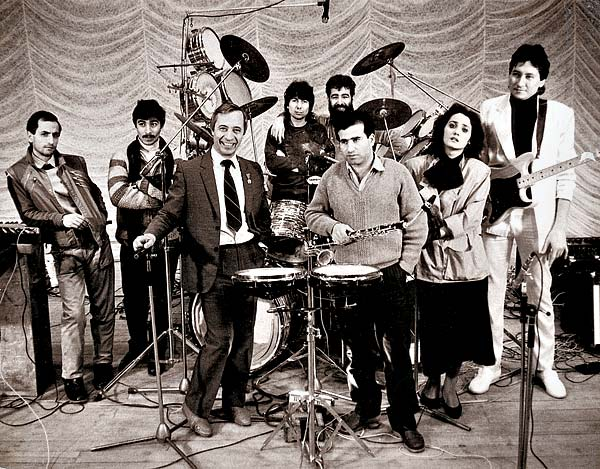
Малый состав ВИА «Гунеш», 1986 год.

После увольнения в 1985 году музыкального руководителя ансамбля Олега Королёва заявления на увольнение подали «духовики»: Ю. Алиев, Ш. Курманов, Станислав Морозов, А. Стасюкевич (то есть «медь» — вся мощь группы). В коллективе остались: С. Ризаев, Михаил Логунцов, В. Белоусов, Степан Степаньянц, Ришад Шафиев и певец Х. Эзизов. Музыкальным руководителем дирекцией филармонии был назначен Сабир Ризаев (альт-саксофонист). Группа в малом составе проработала ещё до конца 1986 года Участвовала в джазовом фестивале в г. Донецке. Без бэнда духовых — это был уже не тот «Гунеш». Звучание стало камерным. Через год музыканты перессорились между собой и поувольнялись. Причиной тому были, конечно, плохие условия для работы, низкие оклады и полное невнимание, бездушие со стороны Министерства культуры ТССР и дирекции республиканской филармонии к проблемам коллектива. Так печально закончилась судьба легендарной группы.

## Дискография
В советские годы группой «Гунеш», в том числе для музыкальных сборников, было записано и выпущено различными тиражами около 20 грампластинок. Среди них:
- 1978 — «Кругозор» № 6 (10)
- 1979 — «„АББА“ и „Гунеш“»
- 1979 — «Признание»
- 1979 — «Встречай меня»
- 1980 — «Гунеш»
- 1981 — «Лауреаты фестиваля „Весенние ритмы, Тбилиси-80“»
- 1981 — «С Новым годом!»
- 1982 — «Покорители пустыни»
- 1982 — «Pop Festival, Musik aus der UdSSR»
- 1983 — «Родина — песня моя»
- 1984 — «Вижу землю»
- 1985 — «Парад ансамблей»
- 1986 — «Кругозор» № 10 (8)
- 1999 — «45° in a Shadow»

## Дальнейшая судьба музыкантов группы
В начале 1990-х годов шестеро музыкантов «Гунеша» эмигрировали в Германию (Р. и В. Альбрехты, Михаил Логунцов, Ю. Алиев, Станислав Морозов и В. Белоусов).
Олег Королёв, Ришад Шафиев, Степан Степаньянц в 1990-е годы уехали в Россию.
Олег Королёв вёл педагогическую деятельность, профессор. В 1996 году был принят на работу в Московский областной театр драмы и комедии (г. Ногинск, 1996—2016) на должность заведующего музыкальной частью. Написал музыку к 30-ти спектаклям (для разных театров России). В начале 2000-х годов создал молодёжный биг-бэнд «Основной удар», с которым продолжил творческие традиции «Гунеша».
Мурад Садыков скончался в 2013 году в Ашхабаде.
Ришад Шафиев занимался концертной деятельностью, созданием мюзиклов и шоу-постановок в Москве. Он собрал большую коллекцию перкуссионных ударных инструментов мира (около 100 единиц). Скончался в 2009 году в Москве.
Степан Степаньянц работал в Москве клавишником у известного певца Авраама Руссо, делал аранжировки певице Азизе и другим московским певцам. С 2006 года и до своей кончины в 2014 году работал музыкальным руководителем и клавишником в ансамбле Лаймы Вайкуле.